# Josep Plans Solà
Josep Plans Solà (Sabadell, 1894 - 1965) fou un pintor català.
Es formà a l'Escola Industrial i d'Arts i Oficis de Sabadell i, tot i que en un primer moment no estava interessat a ser artista, l'assignatura de dibuix que s'hi feia el va decidir a fer classes nocturnes amb els pintors Antoni Vila Arrufat i Joan Vila Puig. Va participar en nombroses exposicions col·lectives i a les nacionals de Barcelona, els anys 1942 i 1944, i de Madrid el 1943. L'any 1965 va obtenir la medalla Vila Cinca de la 5a edició de la Biennal de l'Acadèmia de Belles Arts de Sabadell. L'any 1925 l'Almanac de les Arts de Sabadell en va reproduir una sèrie d'apunts de rostres. Els temes que més va practicar van ser els paisatges i els retrats, amb una paleta molt lluminosa.
Es declarava un artista que no seguia la modernitat però la seva obra va tenir un caràcter tan personal i diferent que va influir altres pintors locals. El Museu de Terrassa i el Museu d'Art de Sabadell conserven obra d'aquest pintor.